# Kolesarstvo
Kolesarstvo je aktivnost vožnje s kolesom, ki se uporablja tako v transportne namene, kot za namene športa, rekreacije ali turizma. Pri tem se kot glavni pripomoček uporablja kolo oziroma njegove različice, kot je na primer trokolo. Pojem kolesarstvo lahko označuje vsakodnevno vožnjo s kolesom po opravkih (dnevno migracijo), rekreacijo ali profesionalno ukvarjanje s tem športom.Slovenija ima odlične športne kolesarje kot so Primož Roglič in Tadej PogačarMednarodna kolesarska zveza je krovna organizacija kolesarstva kot športa s sedežem v Aiglu, Švica. Evropska kolesarska federacija, s sedežem v Bruslju pa je krovna organizacija večine kolesarskih organizacij (tudi iz neevropskih držav), ki se ukvarjajo s promocijo, razvojem kolesarstva kot ene izmed vej v prometnem sistemu.

## Priljubljenost kolesarstva
Cestno kolesarstvo je predvsem v zahodni in srednji Evropi zelo pribljubljen šport. Popularnost tega športa je na višku v Italiji ter Belgiji, sledijo jima Španija (predvsem baskovska pokrajina), in Nemčija, kjer sta si vodilni ekipi Gerolsteiner in T-Mobile zagotovili trdno mesto v javni sferi. Tako kot pri drugih zvrsteh športa je priljubljenost cestnega kolesarstva močno odvisna od uspehov domačih kolesarjev. V Nemčiji in drugod po svetu so na priljubljenost kolesarstva zelo vplivali uspehi takih kolesarskih asov, kot so Eddy Merckx, Miguel Induráin, Dietrich Thurau, Jan Ullrich, Lance Armstrong, Erik Zabel,...
Priljubljenost kolesarstva, ki je sprva v 19. stoletju služilo kot prevoz hitrejši od hoje, narašča, saj je v zadnjih letih postalo prav kolesarstvo najpogostejša oblika rekreacije. To nenazadnje dokazujejo vedno bolje organizirane rekreativne, polprofesionalne in profesionalne prireditve v Sloveniji, ki počasi sledijo organizacijskemu nivoju zahodne Evrope.

## Zgodovina kolesarstva
Današnje kolo so izumili v 19. stoletju. Najprej so prevladovala visoka kolesa oz. velocipedi. Pedala so bila pritrjena neposredno na sprednje kolo, ki je imelo premer okoli meter in pol. Taka kolesa so bila okorna in nevarna, zato so si proizvajalci prizadevali izdelati nižja kolesa. Tako se je  uveljavila rešitev z verižnim prenosom in kolesoma manjših dimenzij. Po letu 1890 so vsi proizvajalci izdelovali samo še taka kolesa. Poleg nemških in angleških koles, se je leta 1889 njihove serijske proizvodnje v Gradcu lotil tudi Janez Puh iz Sakušaka pri Juršincih. S svojimi kolesi je zaslovel širom Evrope. Manj uspešen od Puha je bil njegov svak Franz Neger, ki je leta 1892 s tipom “Neger safety” začel izdelovati kolesa v Mariboru. Največji proizvajalec koles v Sloveniji med obema vojnama je bil Fran Batjel, ki se je izučil v Puhovi tovarni. Največji proizvajalec koles na Slovenskem je bil ljubljanski Rog. 
Danes je po svetu že več kot milijarda koles.  V mnogih državah je to glavni način prevoza.
Ker so bila kolesa draga, so jih sprva uporabljali predvsem bogatejši meščani. Proti koncu stoletja se je, tudi po zaslugi različnih izposojevalnic, število koles povečalo. Ker kolo ni bilo dostopno vsakomur, je bila tatvina le tega sorazmerno težak udarec za lastnika in hud prekršek za tatu.
Če so kolo najprej uporabljali bolj za modo ali družabno izletništvo, pa z njegovim širjenjem med družbene sloje postane pomembno prevozno sredstvo. Tudi odpor proti prvim kolesarjem, ki so plašili živali ter nadlegovali pešce, se je umiril in rastoče kolesarstvo je bilo treba vključiti v promet.
S širjenjem kolesarstva so se pojavila tudi prva kolesarstva društva. Sprva so prirejali le družabne izlete. Kaj kmalu pa so pričeli organizirati društvene in meddržavne tekme. Prav tako so klubi ali društva po sprejetju cestno prometnih predpisov za kolesarje v javnem prometu pričela poučevati spretnost vožnje s kolesi in cestne predpise.

## Zgodovina kolesarstva na Slovenskem
Kolesa so se na Slovenskem pojavila skoraj istočasno kot drugje v Evropi. Bila so znak prestiža in modna muha bogatih meščanov, ter kasneje postale praktično in lahko prevozno sredstvo.
Prva kolesa so se pojavila v naših krajih, okoli leta 1880, in to skoraj istočasno v Zagrebu, Beogradu in Ljubljani. V Ljubljani so ustanovili prvo kolesarsko organizacijo leta 1887, imenovano Klub slovenskih biciklistov, leta 1895 pa tudi Zvezo slovenskih kolesarjev.
Po prvi svetovni vojni je kolesarstvo postalo eno naših najbolj razširjenih športnih panog, ki je od začetka druge svetovne vojne zajemala več deset tisoč kolesarjev. Leta 1930 je v Sloveniji delovalo vsaj 22 kolesarskih klubov.
Vse do leta 1903 so se kolesarska tekmovanja odvijala na kolesarskih dirkališčih - velodromih, tistega leta pa je bila organizirana prva odprta dirka - Tour de France. Prva kolesarska dirka nasploh je bila leta 1868 v Parizu. Prva tekma na Slovenskem pa je bila leta 1887; potekala je do Šentvida do Ljubljane v dolžini 4 kilometrov. Zmagovalec jo je prekolesaril s povprečno hitrostjo 25 km/h.
Že leta 1890 je osemnajst članov kluba Der Laibacher Byciklisticher Club prekolesarilo pot od Ljubljane do Trsta v sedmih urah. Pot je bila makedamska. Ljubljančan Božidar Parma pa je leta 1893 prevozil razdaljo med Ljubljano in Metliko v šestih urah, kar je bil uspeh v evropskem merilu.
Veliko tujih kapitalistov se je naselilo v naših krajih v času graditve železniške povezave med Dunajem in Trstom. S prvimi kolesi pa so se pojavile tudi prve težave. Kolesarji so namreč plašili ljudi in živali in na cestah povzročali nered. Seveda je bilo kolesarjenje najbolj moteče v Ljubljani, ki je premogla največ koles. Kolo je bil v tistih časih precej drag, stalo je 200 kron ali tri do štiri učiteljeve plače.
Nesreča, ko je zaradi kolesarja splašeni konj v polnem diru prevrnil kočijo, je bila povod, da je mestna vlada omejila kolesarski promet po nekaterih ljubljanskih ulicah. Kranjska deželna vlada je tako leta 1896 sprejela zakon, ki je v obliki cestno prometnih predpisov določal obveznosti kolesarja na mestnih ulicah.
Prvo olimpijsko medaljo v kolesarstvu je prejel Tadej Pogačar na poletnih olimpijskih igrah 2021 v Tokiju s tretjim mestom. Primož Roglič pa je komaj dva dni kasneje osvojil še naslov olimpijskega prvaka v kronometru.

## Kolo v vojnah
Kolo ni primerno za bojevanje, je pa bilo uporabljeno v izvidnicah ter za prevoz vojakov in potrebščin na bojiščih. Kolo je prevzelo številne funkcije konj. V prvi svetovni vojni so v Franciji, Nemčiji, Avstraliji in Novi Zelandiji uporabljali kolesa za premike čet. V invaziji na Kitajsko leta 1937, je Japonska uporabila več kot 50.000 vojakov s kolesi. Tudi Nemčija je uporabljala kolesa v drugi svetovni vojni. Britanska vojska je imela v zraku Cycle-komandose z zložljivimi kolesi. V vietnamski vojni so komunistične sile uporabljale kolesa za prevoz tovora po Ho Ši Minhovi cesti.
Zadnja država, ki je ohranila kolesarski polk vojakov je bila Švica, ki ga je razpustila v letu 2003.

## Uporaba koles

### Poslovni namen
Kolesarjenje kot način prevoza se uporablja za dnevne migracije (na delo, po opravkih,...), kot tudi za uporabo kolesa v gospodarskih dejavnostih, predvsem za prevoz blaga, ki poteka v urbanem okolju. V mnogih državah za poštne storitve že dolgo uporabljajo kolesa. Britanska Royal Mail je prvič uporabila kolesa leta 1880, zdaj jih je v uporabi že 37.000 v Združenem kraljestvu, 25,700 v Nemčiji, 10.500 na Madžarskem in 7000 na Švedskem. Londonska služba prve pomoči je pred kratkim uvedla bolničarje kolesarje, ki lahko hitreje pridejo na kraj nesreče kot motorna vozila. Pozno v 20. stoletju je mestna kolesa začela uporabljati tudi policija. Posebej primerna so na območju peš prometa. Kolesa uporabljajo tudi različne dostavne službe (raznašalci časopisov, hitra kurirska služba,...). Uporabljajo pa jih tudi znotraj večjih tovarniški kompleksov za notranji transport.

### Rekreacija
Kolesa se uporabljajo za rekreacijo v vseh starostnih obdobjih. Poznana so kolesarska potovanja oziroma kolesarski turizem. Taka potovanja lahko potekajo v lastni režiji ali v organizirano skupinah ob spremstvu organizatorja.
Paris-Brest-Paris (PBP), ki se je začel leta 1891, je najstarejša kolesarska prireditev, ki še vedno redno poteka na odprti cesti in je dolga več kot 1.200 km, prevoziti pa jo je treba v 90 urah.

### Vrste rekreativnega kolesarjenja
- Cestno kolesarjenje
- Gorsko kolesarjenje
  - Freeride
  - Allmountain
  - Dirt
  - Street
- BMX
  - Street
  - Dirt Jumping

### Organizirane oblike kolesarjenja
Mnogi klubi organizirajo kolesarska tekmovanja.  Kolesarijo na različnih ravneh usposobljenosti.
Ena od oblik je vožnja večje skupine kolesarjev na določeni trasi, ki jo je potrebno prevoziti v določenem času. Na vožnjo se je potrebno prijaviti, da organizator zagotovi informacije o pogojih udeležbe, bodisi po pošti ali na spletu. Vožnja je običajno sestavljena iz več različnih odsekov, razvrščenih glede na dolžino, možnosti počitka in okrepčila, nudenja prve pomoči in možnosti popravil okvar. Poti so dolge do okoli 160 km.
Specializirane potovalne agencije organizirajo krajše in daljše kolesarske počitnice tako v Sloveniji kot v tujini. V sklop take organizacije sodi prevoz koles na izbran začetek kolesarjenja, podporna služba,organizacija prenočišč in drugo, odvisno od dežele. Udeleženci dnevno prevozijo do 70 km poti, se občasno ustavljajo za ogled krajevnih znamenitosti in okrepčilo.

### Gorsko kolesarstvo
Gorsko kolesarstvo se je začelo uveljavljati v 70-letih v ZDA, sprva kot spust in se je izvajalo na prilagojenih kolesih. Večina gorskega kolesarjenja poteka izven cest in ustaljenih poti, predvsem v za to namenjenih kolesarskih parkih.

### Drugo
Pohodništvo in kolesarjenje je ena izmed novejših oblik rekreacije, ki se odvija v hribovitem, tudi goratem svetu po planinskih poteh. Je kombinacija hoje navkreber in spusta v dolino.

## Tekmovalno kolesarjenje
Kmalu po uvedbi koles, so se v mnogih delih sveta začela organizirati tudi tekmovanja. Velike dirke so postale priljubljene po letu 1890 s prireditvami po vsej Evropi, v ZDA in na Japonskem. V Evropi je tekmovalno kolesarstvo pomemben šport, še posebej v Franciji, Belgiji, Italiji in Španiji. Najbolj znano tekmovanje od vseh kolesarskih dirk, je Tour de France, prvič izvedeno leta 1903.
Cestne dirke so izvedene tako ekipo kot individualno. Lahko os enodnevne dirke v cestnem prometu, lahko so večdnevne (dnevne etape), kot je to Tour de France in njej podobne dirke.
Za različne oblike tekmovanj so predpisane določene oblike koles, kar tudi nadzorujejo različne mednarodne organizacije.

### Etapne cestne dirke
| Simbol                             | Tip etape                                      |
| ---------------------------------- | ---------------------------------------------- |
|                                    | Ravninska etapa                                |
|                                    | Razgibana etapa                                |
|                                    | Hribovita etapa                                |
|                                    | Gorska etapa                                   |
|                                    | Posamični kronometer (posamična vožnja na čas) |
| Prolog (zelo kratka vožnja na čas) |                                                |
|                                    | Ekipni kronometer (ekipna vožnja na čas)       |
|                                    | Gorski kronometer (gorska vožnja na čas)       |

### Kolesarske discipline
- Cestno kolesarstvo
  - Cestne dirke
    - Ekipne
    - Individualne

  - Kronometer
    - Ekipni kronometer
    - Individualni kronometer

  - Etapne dirke
- Dirkališčno kolesarstvo (Velodrom)
  - Šprint
  - Vožnja na čas
  - Olimpijski šprint
  - Keirin
  - Zasledovalna vožnja - posamezniki
  - Zasledovalna vožnja - ekipno
  - Dirka na točke
  - Madison
  - Šprint v tandemu
  - Množični štart
  - Dirka na izpadanje
  - Vožnja za motorjem
  - Šest dnevna dirka
    - Deset dnevna dirka
- Gorsko kolesarstvo
  - Kros (XC) (angl. Cross-country) 
    - Olimpijski kros (OX)
    - Maraton kros (MX)
    - Ekipna štafeta (TR) (angl. Team Relay)

  - Spust (DH) (angl. Downhill)
  - Dvoboj (angl. Dual) (ta disciplina ni priznana s strani UCI)
  - 4-kros (4X) (angl. 4-cross)

- BMX (angl. Bicycle Motocross )
  - BMX dirke (angl. BMX racing)
  - Freestyle BMX
    - Park
    - Vert
    - Flatland
- Trial
  - individualno
    - tekme z 20-palčnimi trial bicikli
    - tekme s 26-palčnimi gorskimi bicikli

  - ekipno
- Ciklokros (angl. Cyclo-cross, tekmovanja s prilagojenimi cestnimi kolesi izven urejenih poti)
- Dvoransko kolesarstvo
  - Ciklobal (angl. Cycle-ball, kolesni nogomet)
  - Umetnostno kolesarjenje (angl. Artistic cycling)
    - posamezno
    - v paru
    - štirice
    - šestice
- Kolesarske dirke za invalidne kolesarje

## Kolesarska infrastruktura in oprema koles
Kolesarji, pešci in vozniki imajo različne zahteve glede oblikovanja in uporabe cest. V razvitih državah, kjer se kolesarjenje uveljavlja kot alternativa motornemu prometu v cilju zmanjševanja onesnaženja okolja in zastojev v prometu, načrtovalci cest in upravljavci teh izbirajo take rešitve, ki so kolesarjem prijazne. Gradijo se posebne kolesarske poti, kolesarske steze, kolesarske nadstrešnice, varovane kolesarnice in podobno, zasebna pobuda pa dodaja servisne in gostinske storitve.
Lokalne oblasti spodbujajo kolesarjenje tudi s tem da dovoljujejo prevoz koles z javnimi prevoznimi sredstvi. Za tekmovalni šport se gradijo velodromi (v Sloveniji dva).
Sodobni tipi koles so posledica potreb kolesarjev. Poznamo: mestna, cestna, gorska, treking kolesa  in hibride.
Najpogosteje uporabljena kolesa v cestnem prometu so običajna mestna, cestna kolesa. Imajo bolj pokončno obliko in krajšo medosno razdaljo, so bolj okretna, vendar bolj počasna. Opremljena morajo biti s sprednjo in zadnjo lučjo, zvoncem, prtljažnikom, za prevoz otrok še z otroškim sedežem, torbico z nujnim priborom za odpravo okvar in drugo opremo po potrebi.
Za osnovno vzdrževanje in popravila kolesarji potrebujejo zračno tlačilko, komplet za krpanje zračnice ali njeno menjavo, rezervno zračnico in drugo. V mokrem vremenu kolesar potrebuje tudi nepremočljiva oblačila. Obvezna je uporaba kolesarskih čelad, priporočljivi so odsevniki.

## Civilna družba
Dve vrsti aktivnosti izvaja civilna družba v zvezi z uporabo koles.
Ena skupina zagovarja kolo kot alternativni način prevoza, druga pa posveča skrb ustvarjanju pogojev, ki dovoljujejo in / ali spodbujajo uporabo kolesa, tako za dnevne potrebe kot za rekreativno kolesarjenje.
Nekateri aktivisti, vključno nekateri svetovalci za upravljanje prometa, si prizadevajo za gradnjo ločenih kolesarskih poti povsod. Drugi aktivisti, zlasti bolj tradicionalni, pa skrbijo za varnost in uporabnost, za kolesarjem prijazna mesta in ceste.
Potreben je celosten pristop, ki temelji na štirih točkah; izobraževanje (za vse vpletene), spodbujanje (uporabiti izobraževanje), uveljavljanje (za varovanje pravic drugih) in inženiring (za olajšanje potovanj ob spoštovanju enakih pravic za vsakega človeka). V nekaterih primerih ima tak pristop bolj ideološko podlago.
Nekatere skupine (društva) ponujajo programe usposabljanja kolesarjev. Po svetu organizirajo posebne množične dogodke, ko določen dan v tednu ali mesecu mestne ulice množično zasedejo kolesarji.
V Sloveniji sta na področju vzpodbujanja kolesarjenja v okviru civilnih družb najstarejši in najbolj aktivni Mariborska kolesarska mreža (MKM) in Ljubljanska kolesarska mreža (LKM), ustanoviteljici zveze društev Slovenske kolesarske mreže (SKM), ki je članica Evropske kolesarske federacije (ECF).

## Prednosti
Telesna vadba kot posledica kolesarjenja je na splošno povezana z boljšim zdravjem in dobrim počutjem. Po podatkih Svetovne zdravstvene organizacije je povečanje telesne dejavnosti najboljše za zdravje, ter da je kolesarjenje "zelo primerna dejavnost" za ta namen.
Kolesa  pogosto uporabljajo ljudje, ki želijo izboljšati svojo telesno pripravljenost in kardiovaskularno zdravje. Kolesarstvo je še posebej koristno za tiste z artritisom spodnjih okončin, ki ne morejo opravljati drugih športov, ki vplivajo na kolenske in druge sklepe. Ker se lahko kolesarjenje uporablja za tudi za praktične dnevne prevoze, je za uporabo kolesa potrebna le samodisciplina. Vendar pa pretirano kolesarjenje lahko povzroči tudi poškodbe kolen.
Kolesarjenje na sobnem kolesu je primerno za izvajanje rehabilitacije, zlasti kadar gre za poškodbe spodnjih okončin. Zlasti ga priporočajo v primeru poškodbe kolena.
Uporaba kolesarjenja je tudi priporočilo tistim, ki preveč sedijo in imajo težave s prekomerno težo in debelostjo. Spodbujanje aktivnega potovanja s hojo in kolesarjenjem kot varno in privlačno alternativo prevozu z motornimi vozili, je prav tako trend. Glede na to, da je veliko voženj opravljenih na relativno kratkih razdaljah, je nadomestitev avtomobila s peš hojo ali s kolesom, prava izbira. To sicer v mnogih okoljih lahko zahteva nekaj sprememb infrastrukture, še zlasti, da bi pritegnili manj izkušene in samozavestne.

## Slabosti
Kolesarji trpijo zaradi občutka, da je kolesariti nevarno, čeprav uporaba ustrezne varnostne opreme in upoštevanje prometnih pravil zmanjša tveganje za resne poškodbe.
V Veliki Britaniji je stopnja smrtnih primerov na prevoženo miljo ali kilometer nekoliko manjša kot pri hoji. V ZDA je stopnja smrtnih primerov med kolesarji manj kot 2/3 tistih, ki na enaki razdalji hodijo.
Večina smrtnih žrtev je rezultat trčenja z avtomobilom ali težkim tovornim vozilom, kjer sta kriva tako avtomobilist kot kolesar. Za okoli petino poškodb kolesarjev pa ni kriva druga oseba ali vozilo.
Poškodbe (kolesarjev od kolesarjenja) lahko razdelimo v dve vrsti:
- Telesna poškodba (zunanja).
- Prekomerna vadba.

Kot akutno fizično poškodbo smatramo poškodbe glave in udov, ki so posledica padcev in trčenj. Ker se velik odstotek trkov pojavlja ponoči, je razsvetljava kolesa za varnost neobhodna.
Najpogostejše poškodbe pri pretiranem kolesarjenju odpadejo na kolena. Te so posledica številnih dejavnikov: 
- Nepravilna prilagoditev kolesa, še posebej sedeža.
- Nepravilno prilagajanje pedal.
- Preveč vzponov ali preveč kilometrov na začetku sezone.
- Slaba priprava na dolge turne vožnje.
- Izbira previsoke prestave. Nižja prestava v klanec ščiti kolena, čeprav bi bile mišice sposobne izpeljati v višji prestavi.

Previsok sedež lahko povzroči poznejše bolečine v kolenih, prenizek sedež pa povzroči bolečine v sprednjem delu kolen. Nepravilno nameščen sedež lahko sčasoma privede do neravnovesja mišic.
Prekomerne telesne poškodbe, vključno s kroničnimi poškodbami živcev na lokacijah, ki nosijo težo, se lahko pojavijo kot posledica vožnje s kolesom v daljšem časovnem obdobju. Poškodba živca v dlani in karpalnega kanala v zapestju, sečnih poti in druge, so prav tako lahko posledica prekomernega kolesarjenja. Kolesa so zasnovana na različnih ergonomskih načelih in ob pravilnih nastavitvah odpravljajo pritisk na sedež in krmilo ter omogočajo sproščen položaj sedenja.
S kolesarjenjem je treba začeti previdno, postopoma povečevati dolžino in pogostost kolesarskih treningov, začenši na primer uro ali dve na dan ali sto ali manj kilometrov na teden. Bolečine v mišicah so normalen stranski pojav procesa vadbe.
Kolesarjenje je lahko povezano s spolno nemočjo zaradi pritiska sedeža na presredek, vendar z vgradnjo ustrezno velikega sedeža lahko ta učinek preprečimo.

## Izpostavljenost onesnaženosti zraka
En razlog za zaskrbljenost izraža misel, da vožnja v prometu izpostavlja kolesarja višji ravni onesnaženosti zraka, še posebej, če kolesar potuje na ali ob prometnih cestah. Nekateri avtorji trdijo, da je to res. Drugi avtorji pa ugotavljajo, da je izpostavljenost kolesarjev zanemarljiva, glede na koristen učinek na zdravje, ki izhaja iz dodatne telesne dejavnosti.